# Palhinhaea
Palhinhaea, biljni rod paprati u porodici Lycopodiaceae smješten u potporodicu Lycopodielloideae. Rasprostranjenost je po tropima i suptropima. Poredak i status donekle su upitni, mogu se također tretirati kao podrod Lycopodiella. Postoji 27 vrsta. 

## Vrste
1. Palhinhaea bradei (Nessel) Holub
2. Palhinhaea brevibracteata (Alderw.) Holub
3. Palhinhaea camporum (B. Øllg. & P. G. Windisch) Holub
4. Palhinhaea cernua (L.) Vasc. & Franco
5. Palhinhaea cerrojefensis B. Øllg.
6. Palhinhaea crassifolia (Spring) Fraser-Jenk. & Kholia
7. Palhinhaea curvata (Sw.) Holub
8. Palhinhaea descendens (B. Øllg.) Holub
9. Palhinhaea divaricata B. Øllg.
10. Palhinhaea eichleri (Fée) Holub
11. Palhinhaea glaucescens (C. Presl) Holub
12. Palhinhaea hainanensis C. Y. Yang
13. Palhinhaea hydrophila (Alderw.) comb. ined.
14. Palhinhaea lehmannii (Hieron.) Holub
15. Palhinhaea lugubris B. Øllg.
16. Palhinhaea maniculata (B. Øllg.) B. Øllg.
17. Palhinhaea pendulina (Hook.) Holub
18. Palhinhaea pseudocurvata B. Øllg.
19. Palhinhaea pungens (Alderw.) Holub
20. Palhinhaea raiateensis (J.W.Moore) comb.ined.
21. Palhinhaea reflexifolia B. Øllg.
22. Palhinhaea riofrioi (Sodiro) Holub
23. Palhinhaea steyermarkii (B. Øllg.) Holub
24. Palhinhaea tomentosa (Alderw.) Holub
25. Palhinhaea torta (Sieber ex Underw. & F. E. Lloyd) Christenh.
26. Palhinhaea trianae (Hieron.) Holub
27. Palhinhaea veigae Vasc.